# Jacques Pierre Abbatucci (politiker)
Jacques Pierre Charles Abbatucci, född den 21 december 1791 i Zicavo, Korsika, död den 11 november 1857 i Paris, var en fransk statsman. Han var sonson till Jacques Pierre Abbatucci, brorson till Jean Charles Abbatucci samt far till Jean Charles, Antoine Dominique och Paul Séverin Abbatucci.
Abbatucci åtnjöt anseende som jurist. Han blev tidigt domare på Korsika och 1830 domstolspresident i Orléans. År 1839 blev han denna stads ombud i franska deputeradekammaren, där han slöt sig till oppositionen mot Guizots ministär och gynnade de så kallade reformbanketterna, vilka syftade att åstadkomma en friare vallag. Efter statsstrecket Napoleons anhängare, blev han 1852 justitieminister, därpå senator och sigillbevarare.